# Fiorentino

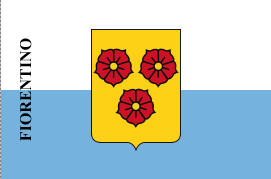
Flagge von Fiorentino

Fiorentino ist eine Gemeinde (italienisch Comune, san-marinesisch Castello) in der Republik San Marino.

## Geografie
Fiorentino hat 2.602 Einwohner und eine Fläche von 6,56 km². Die Gemeinde liegt im Süden der Republik am Fluss Rio San Marino (auch Torrente San Marino genannt), der die Grenze zu Chiesanuova bildet und später in die Marecchia mündet.
Der Ort grenzt an die san-marinesischen Gemeinden Chiesanuova, San Marino, Borgo Maggiore, Faetano und Montegiardino sowie an die italienischen Gemeinden Monte Grimano und Sassofeltrio (beide in der Provinz Pesaro und Urbino).
Zu Fiorentino gehören die Ortsteile (italienisch Frazione, san-marinesisch Curazie) Capanne (450 m s.l.m.), Crociale und Pianacci (beide ebenfalls 450 m).
Der Name Fiorentino ist auf das üppige Pflanzenwachstum auf dem Gemeindegebiet zurückzuführen (aus dem Italienischen fiorente = gedeihend, das auch im Namen der Stadt Florenz steckt).

## Geschichte
Das Gebiet von Fiorentino war bereits in vorrömischer und römischer Zeit besiedelt, was auch durch die 1910 erfolgte Entdeckung von Gräbern aus der Zeit der Römischen Republik im Osten der Gemeinde bezeugt wird. Dabei wurden eine Vase, Tonscherben sowie zwei kleine Statuen gefunden, die heute im Museo di Stato in San Marino aufbewahrt werden.
Bis zum Jahr 1371 gehörte der Ort zum Besitz der Grafen von Carpegna (Provinz Pesaro und Urbino), dann ging er an die Malatesta aus Rimini über. 1463 wurde er von San Marino erobert und annektiert. 1479 wurde die nur drei Kilometer vom Terza Torre  San Marinos entfernt gelegene Burg Castellaccio auf dem Monte Seghizzo von den San-Marinesen selbst zerstört, um im Falle einer Rückeroberung durch die Malatesta zu verhindern, dass diese von hier aus San Marino bedrohen könnten. Der Wehrturm Torricella auf dem Monte San Cristoforo wurde bereits 1465 ebenfalls von San Marino niedergerissen. Die dritte Burg auf dem Gemeindegebiet, das Castello di Pennarossa auf dem Monte Moganzio, war wohl bereits zur Zeit der Eroberung durch San Marino im Jahr 1463 baufällig.

## Sport
Fiorentino ist mit den Mannschaften FC Fiorentino und SP Tre Fiori in der Liga Campionato Sammarinese di Calcio vertreten.

## Bilder

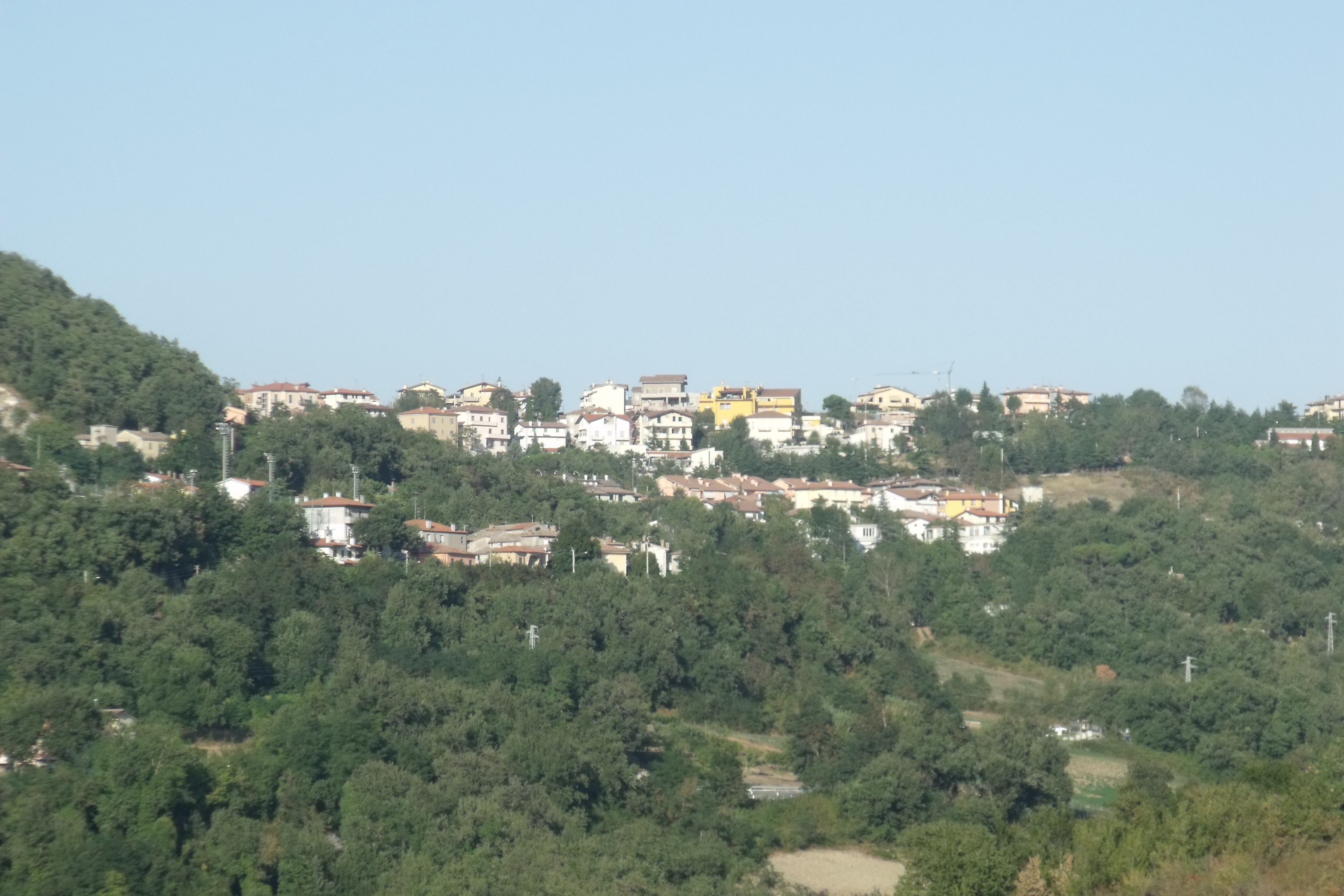
Panorama von Fiorentino

## Persönlichkeiten
- Giuseppe Amici (1939–2006), Politiker